# Besouro-do-fumo
O besouro-do-fumo (Lasioderma serricorne) é um inseto coleóptero da família dos anobiídeos, cosmopolita, de ampla distribuição brasileira. A larva dessa espécie de besouro infesta produtos manufaturados ou dessecados de origem vegetal ou animal, sobretudo folhas secas do fumo (ou tabaco).
Também são conhecidos pelos nomes de besourinho-do-fumo, bicho-do-fumo e caruncho-do-fumo.
Trata-se de uma espécie presente no território português.